# Landon Ronald
Landon Roland (Londres, Regne Unit, 17 de juny de 1873 - 14 d'agost de 1938) fou un compositor i director d'orquestra anglès.
Estudià en l'Escola Reial de Música de la seva ciutat natal i als disset anys es donà conèixer com a pianista, entrant més tard en el Covent Garden com a mestre de piano.
Després acompanyà a Na Nellie Melba en el seu viatge per Anglaterra i Amèrica. El 1898 fou director del Teatre Líric de Londres, havent dirigit a més importants societats de concerts. Des del 1908 fou director de l'orquestra del Royal Albert Hall i des del 1910 de la Guildhall School. Va ser crític musical a The Artist.
Entre les seves composicions i figuren; Suite de ballet, ball de circumstàncies; Adonais, escena dramàtica; El lament del Shà Johann; Obertura per un natalici, i més de tres-centes melodies vocals.